# Atesta vittatum
Atesta vittatum là một loài bọ cánh cứng trong họ Cerambycidae.